# Maliki: Poison of the Past
 (août 2025).
Si vous disposez d'ouvrages ou d'articles de référence ou si vous connaissez des sites web de qualité traitant du thème abordé ici, merci de compléter l'article en donnant les références utiles à sa vérifiabilité et en les liant à la section « Notes et références ».
Maliki: Poison of the Past est un jeu vidéo d'aventure et de rôle développé par Blue Banshee et édité par Ankama Games. Il est sorti le 22 avril 2025 en Europe sur la console Nintendo Switch et sur Windows. Le jeu se déroule dans l'univers de la bande-dessinée Maliki.

## Univers

### Histoire
Alors qu'il se promène en ville, un jeune sportif nommé Sand se fait attaquer par un monstre végétal qui lui jette une voiture; heureusement, à la dernière minute, il est sauvé par l'arrêt du temps extérieur. C'est alors qu'il est appelé par une voix féminine l'invitant à la rejoindre dans un lieu appelé le Domaine. Après s'être retrouvé à destination mais à la mauvaise époque, Sand y revient au bon moment, faisant connaissance avec des naufragés temporels : Maliki, une femme mystérieuse aux cheveux roses couverte d'un masque partiel; Becky, une fermière élevant des poules et des moutons; Fang, une ingénieuse de génie; et Fénimale, une fée de la nature. Il apprend que le monstre qui l'a attaqué est l'un des sbires de Poison, un esprit amer envers l'humanité qui a décidé d'envahir le monde en 2025 et de tenter de priver Maliki des pouvoirs conférés par Lady, son double métaphysique. Tout en le chassant du passé, Sand et ses compagnons de lutte affrontent l'armée de Poison dans le futur, aux côtés de la résistance menée par la commandante Doang.  

### Personnages
- Sand : Sand est un jeune homme citadin, fils d'un couple d'athlètes dont il a hérité son physique de grand sportif. Ce voyageur spatio-temporel est le seul membre de l'équipe du Domaine à qui Maliki peut librement ouvrir son cœur, et il est, comme Fang et Fénimale, au courant de l'amnésie de Becky sur sa vie passée. Sand se bat au corps-à-corps comme un professionnel; de plus, Fang l'a équipé d'une arme énergétique de son invention : le Chrono-Pack. Grâce à ce fusil high tech, il peut attaquer à distance et exploiter ses pouvoirs temporels à leur plein potentiel.
- Maliki : Maliki est une femme particulière : ses cheveux sont roses, ses oreilles sont pointues, et elle a deux canines en crocs (l'une d'elles dépasse souvent quand elle a la bouche fermée). C'est elle, la cheffe du Domaine; elle entretient l'Arbre aux 1000 Racines et traque son ennemi juré : Poison. À chaque fois que l'arbre produit un rejet, elle relie ce dernier au portail du Manoir; ainsi, elle gagne accès à chaque époque de son passé envahie par les sbires de son ennemi. Seulement, Poison s'est emparé d'elle et surveille les faits et gestes des membres du Domaine à travers le masque partiel qu'elle porte. Maliki espère, de tout cœur, trois choses : rendre à Becky ses souvenirs perdus; retrouver son fils, Tiko; et neutraliser Poison une bonne fois pour toutes, afin de sauver le monde. Elle ne quitte jamais le Domaine, communiquant avec ses compagnons via Q-Bee durant les voyages dans le temps. Elle gagne la confiance de Sand et lui confie ses secrets (dont le fait qu'elle s'est mariée avec Becky bien avant que Poison ne devienne le maître du monde). Malgré que Poison ait achevé une fusion parasite, Maliki est, heureusement, sauvée par sa famille et son ami Sand au cours d'une bataille finale épique. Une fois Poison fragmenté et dispersé, elle invite tout le Domaine à un pique-nique avant leur départ pour la cachette de la Dryade Verte afin de secourir Tiko.
- Becky : Becky est l'épouse de Maliki; suite à un choc amnésique, elle a perdu les souvenirs de son passé. Depuis ce jour, elle travaille en tant qu'éleveuse de poules et de moutons à la ferme du Domaine, fournissant ce dernier en œufs. Au combat, elle ne lâche jamais sa fidèle fourche. Tous ses proches du Domaine savent qu'elle s'est mariée avec Maliki et qu'elles ont fondé une famille.
- Fang : Ingénieure du Domaine, Fang est devenue myope longtemps après la plantation de l'Arbre aux 1000 Racines et la fondation du Domaine. Connue pour son intelligence émotionnelle et son génie technologique, elle peut toujours compter sur son double métaphysique, Starfish, pour lui filer un coup de main face aux problèmes complexes; ainsi que pour la protéger lors des combats. Elle se bat principalement armée de son pistolet quantique. Ses autres inventions comptent notamment Q-Bee, qui sert de relais de communication avec le Domaine, et le Chrono-Pack, qu'elle a offert à Sand. Elle se réconcilie avec sa sœur, Doang, après l'avoir retrouvée à Paris, en l'an 2030.
- Fénimale : En tant fée de la nature, Fénimale prend soin de la faune et de la flore du Domaine. À ses yeux, Poison est un monstre : non seulement il connaît le langage végétal et le langage humain, mais en plus il évolue à vitesse grand V. On peut toujours compter sur elle pour soigner les blessures des alliés où pour déchaîner la colère de la nature sur les ennemis. Dans sa serre, elle cultive divers plantes, dont des légumes et des arbres fruitiers.
- Lady : De son nom complet Savage Ladybird, Lady est le double surnaturel de Maliki. À l'époque où elle était une chatte blanche à pois roses et aux yeux jaunes, elle a été accidentellement et violemment percutée par une voiture à pleine vitesse qui avait un sérieux problème de freins. Cet accident, traumatisant pour Maliki, a permis à Lady d'acquérir ses pouvoirs de double métaphysique, dont notamment sa force herculéenne à même de soulever une montagne. Selon les calculs scientifiques de Q-Bee, Lady pèse 900 kg. Ses retrouvailles avec Électro apportent du réconfort au Domaine, et permettent à Becky de récupérer une bonne partie de ses souvenirs.
- Électro : de son nom complet Électro Cute, Électro est le double surnaturel de Sabrina, l'amie d'enfance de Maliki. Du temps où elle était connue sous le nom de Flèche, elle était une chatte blanche à rayures gris électrique avec des yeux bleus; mais la mort accidentelle de Lady, et le décès de Sabrina causé par sa tumeur cérébrale, l'ont fait sombrer dans un chagrin tel qu'elle s'est suicidée par l'électricité. En se cristallisant, elle a acquis des pouvoirs électrokinétiques. Faute d'hôte humain, elle se recharge sur des installations électriques. Sand et ses compagnons l'ont sauvée d'une cage mise en place par Poison en l'an 1986; en remerciement, Sabrina leur a donné sa raquette fétiche. Sand a alors remis l'objet porte-bonheur à Maliki, qui comprend qu'Électro a rejoint discrètement le Domaine, en se cachant dans les branches de son arbre préféré. Ainsi, Électro retrouve ses vieilles amies et fait la connaissance de son nouvel ami.
- Q-Bee : Q-Bee est un robot à hélice conçu par Fang dans le but d'aider les autres membres du Domaine. Cet androïde, inspiré d'une abeille, possède pour visage un écran d'ordinateur; ainsi, il permet à Maliki de communiquer avec les autres membres du Domaine quand ils sortent explorer le Continuum. Bien qu'il lui arrive d'être plus dynamique qu'à l'accoutumée, il a une bonne personnalité et il est sympa.
- Starfish : De son nom complet Starfish Fortress, Starfish est le double surnaturel de Fang. Contrairement à Lady, Électro, Tan et Ankou, elle était à l'origine une IA dont le corps était un essaim de nano robots; mais lors de l'attaque d'un Kaiju coq à Tokyo, elle s'est cristallisée et dissociée de Fang pour la protéger du titan (bien que l'effet secondaire ait rendu à Fang l'apparence qu'elle avait durant son enfance; un effet indésirable heureusement temporaire). Doang l'a créée par amour fraternel pour sa jeune sœur. Hélas, au début, Fang l'a très mal pris, au point de couper les ponts avec sa sœur aînée. Toutefois, ayant fait la paix avec cette part de son passé, la jeune femme fait appel aux services de Starfish sans hésiter en cas de besoin de coup de pouce, ainsi que lors des combats.
- Doang : Doang est la sœur aînée de Fang. Travailleuse et ambitieuse, elle aime sa jeune soeur de tout son cœur; mais contrairement à Fang, elle manque un peu d'intelligence émotionnelle, au point que ceux qui ne la connaissent pas très bien la trouvent froide comme un glacier. Autrefois femme d'affaires, elle est devenue la commandante de la résistance après avoir tout perdu dans la guerre contre Poison. Les jumelles Nat et Nakou sont devenues ses plus fidèles lieutenants. Elle réussit à envoyer un message à Fang et à monter un portail pour relier son QG au Domaine. À leurs retrouvailles, les deux sœurs se réconcilient, heureuses de se revoir. Doang forme une alliance entre la résistance et le Domaine, afin de vaincre Poison et de sauver l'humanité.
- Dr Pilven : le Dr Pilven est le médecin ayant permis à Maliki de manifester Lady pour la 1ère fois; grâce à elle, il a découvert le principe de la cristallisation; une découverte hors cadre, mais époustouflante. Étant à l'origine des cristallisations de Tan, Ankou et Starfish, il prend soin des résistants depuis que Poison s'est emparé du monde.
- Nat et Nakou : Nat et Nakou sont sœurs jumelles et suivent l'éducation de Doang, qui les a adoptées et a cloné leurs chats décédés, Boule de Neige et Boule de Suie. Depuis que la Terre est sous le joug de Poison, elles ont rejoint la résistance en tant que lieutenants. Lors d'une mission en éclaireur, Poison les a attrapées et s'en sert pour alimenter deux golems élémentaires. Heureusement, les jumelles ont été sauvées par l'équipe du Domaine.
- Tan et Ankou : De leurs possibles noms complets Tan Infernal et Ankou Spirit, Tan et Ankou sont les doubles surnaturels respectifs de Nat et de Nakou; dans leur vie précédente, elles étaient leurs chats, Boule de Neige et Boule de Suie. Tan a acquis des pouvoirs pyrokinétiques suite à une mort par le feu; quand à Ankou, la mort par asphyxie lui a fait acquérir la maîtrise de l'éther. En terme de puissance, Tan et Ankou rivalisent avec Lady.
- Bob Laireau : Bob Laireau est un rêveur idéaliste, bien loin d'être un mauvais bougre malgré sa tendance à la fainéantise; en 2030, il rejoint la résistance. À chaque époque de son passé, les membres de l'équipe du Domaine lui montrent la voie vers un avenir meilleur, tels des anges gardiens, en l'aidant à faire les bons choix; ces modifications positives de son passé améliorent son rôle parmi les résistants dans le futur. Après que Sand et ses compagnons aient aidé son ancêtre, Grob, à trouver un gisement de rubis et à offrir une éducation de premier ordre à ses descendants, Bob a touché le jackpot : il est désormais le commandant en second de la résistance, et le bras droit de Doang. Il n'oubliera jamais les bons conseils de ses anges gardiens.
- Poison : Ayant connu la mort par empoisonnement, Poison était le chat de Jules Maréchal, un ancien soldat de la première guerre mondiale ayant réalisé les horreurs dont pouvait être capable l'humanité. Tous deux détestaient les humains, à cause de qui ils ont été mutilés : Jules avait perdu son bras gauche, et Poison, son œil gauche. À leur mort, leurs âmes amères et rancunières se sont cristallisées, faisant de Poison le premier double surnaturel connu. Ses agissements passés ont fait de Maliki la femme qu'elle est aujourd'hui. Ressucité par la Dryade Verte, il suit ses ordres et, aidé de soldats de la nature corrompus, il envahit le monde. Après ses nombreux échecs à modifier le passé, il finit par s'emparer de Maliki et faire du Domaine son dernier bastion pour le combat final. Vaincu, même après avoir fait appel au pouvoir de Lady, Poison est arraché au corps de son ennemie, fragmenté en tout petit, et dispersé à travers le temps; ainsi, il ne peut plus faire de mal à personne.

### Le Continuum
L'histoire se déroule à travers le Continuum, un regroupement de toutes les époques engendrées par l'espace et le temps. Tous les lieux dépendent du temps universel, sauf le Domaine qui se trouve hors de l'espace-temps principal et possède son propre temps. 
- Le Domaine : C'est le QG des naufragés temporels. Ce lieu, isolé du temps universel, possède son propre temps interne; un temps dépourvu de causalité (en conséquence, quiconque entre dans ce lieu protégé ne subit pas le moindre vieillissement). Le bâtiment principal du Domaine est le Manoir, qui fut la maison de Maliki, de Becky et de Fang avant l'invasion mondiale lancée par Poison. Autour du Manoir se trouvent l'atelier de Fang, la ferme de Becky, la serre de Fénimale, et la grange dans laquelle sont rangées les provisions; ainsi que des éoliennes et des composteurs. Au centre du Domaine se trouve sa source temporelle, l'Arbre aux 1000 Racines; cet arbre légendaire au feuillage bleu produit des buissons d'où éclosent des fleurs de soins. À chaque fois que l'arbre grandit, le Domaine récupère son territoire.
- An 1986 : l'époque de l'enfance de Maliki à la campagne, ainsi que le 1er lieu d'expédition spatio-temporel. Poison s'est rendu à cette époque pour empêcher la mort de Lady alors qu'elle était une chatte en poussant la voiture qui l'a accidentellement percutée à pleine vitesse, afin que son âme ne se réincarne pas à travers la personnalité infantile de Maliki.
- An 1993 : l'époque de l'adolescence de Maliki, lors de ses études au collège, à Noyon; c'est le 2ème lieu d'expédition spatio-temporel. À cette époque, Poison a pris possession du proviseur du collège en question et imposé une éducation proche de la dictature; il espérait ainsi retarder Maliki et lui faire manquer son dernier rendez-vous avec le Dr Pilven, empêchant ainsi ce dernier de la dissocier de Lady grâce à son IRM.
- An 2000 : l'époque où Maliki étudiait à la FAC d'art plastique de Paris et se produisait sur scène, au bar le BLACK CAT, en tant que chanteuse du groupe de rock l'ŒIL DU DIABLE; c'est aussi l'époque de la naissance de Fang, et le 3ème lieu d'expédition spatio-temporel. Ce coin du Continuum révèle le côté le plus obscur de Maliki; celui à cause duquel elle a, pendant un temps, coupé les ponts avec ses proches.
- An 2030 : le futur où Poison règne en maître incontesté. La plupart de l'humanité a connu l'extinction; les rares survivants humains ont fondé la résistance, un groupe de survie dont Doang est la cheffe. Le QG de la résistance se trouve dans une ancienne centrale thermique de Paris; un portail le relie au Domaine. Dehors, la nature a repris ses droits avec Poison à sa tête : d'un côté, c'est le paradis sur terre, un jardin d'éden paisible et calme; mais de l'autre, c'est l'enfer sur terre, car les végétaux et les animaux sous le commandement du monstre attaquent quiconque croise leur chemin.
- An 1940 : l'époque où Poison était le chat de Jules Maréchal. C'est le point d'origine de son histoire, le moment où le pauvre Poison a subi le traumatisme à l'origine de sa misanthropie générale : la mort de son maître bien aimé. C'est une période bien difficile, car elle est située au début de la 2ème guerre mondiale.